# Gustaf de Laval
Pour les articles homonymes, voir Laval.
Carl Gustaf Patrik de Laval, né le 9 mai 1845 à Orsa dans le comté de Dalécarlie et mort le 2 février 1913 à Stockholm, est un ingénieur et inventeur suédois qui a principalement travaillé à l'amélioration des machines à vapeur et l'industrie laitière. 

## Biographie
Il est descendant de la famille de huguenots de Laval installée en Suède depuis le XVIIe siècle.
Gustaf de Laval était le fils du premier géomètre, le capitaine Patrik Jacques Ludvig de Laval, et de Johanna Elisabet. La famille paternelle est française, noble et a travaillé dans l'armée pendant plusieurs générations. Le grand-père maternel était le célèbre médecin Roland Martin (sv), parmi les ancêtres duquel on trouve des noms tels qu'Olof Rudbeck, Petrus Fontelius et Katarina Bure de la famille Bure, qui a été condamnée pour sorcellerie. 
Sa grand-mère Johanna Gustafva appartenait à la même famille que sa grand-mère Robsahm, une famille très importante dans l'industrie de la meunerie et dans la famille de laquelle on trouve des noms tels que Kleen, Tersmeden, Geijer et Johan Börjesson Carlberg.
Il épouse le 10 novembre 1895 Isabel Amalia Grundahl.
Il entre à l'Institut royal de technologie en 1863 et en sort en 1866, diplômé en génie mécanique. Il est ensuite admis à l'université d'Uppsala en 1867, où il devient docteur en chimie en 1872.

## Le développement de la turbine à vapeur
À la fin du XIXe siècle, les ingénieurs concentrèrent leurs efforts sur le développement des turbines, qui avaient l’avantage de mettre en œuvre un mouvement rotatif, ce qui autorisait la création de machines de très grandes puissances. De plus, par rapport à la machine à vapeur alternative classique, elles présentaient un encombrement réduit ce qui leur conférait un avantage pour certaines utilisations comme dans la marine.
En 1884, Charles Parsons est le premier à construire une turbine à vapeur, substituant ainsi la vapeur à l’eau. Cette turbine de dix chevaux, multicellulaire, tournait à 18 000 tours par minute. 
En 1887, Gustaf de Laval construisit une petite machine à vapeur pour prouver que de tels appareils pouvaient être fabriqués dans de semblables dimensions.
En 1890, Gustaf de Laval développa une tuyère permettant d'augmenter la vitesse de la vapeur entrant dans la turbine. On la connaît de nos jours sous le nom de tuyère de Laval et elle présente une importance particulière dans la conception de fusées. Cette turbine à vapeur, à un seul disque, tournait à 30 000 tours par minute. Pour cela, il fallut surmonter un grand nombre de difficultés : tracé et taillage des engrenages de précision, conception de nouveaux types de réducteurs à engrenage qui sont encore utilisés de nos jours, emploi d’une solution révolutionnaire à l’époque et qui consistait en l’utilisation d’un arbre de rotation suffisamment mince pour être flexible. Les efforts mécaniques considérables et les très grandes vitesses exigeaient des outils et des matériaux qui venaient à peine d’être créés.

## Industrie laitière
Dans le domaine de l'industrie laitière, Gustaf de Laval a développé le séparateur centrifuge à crème en 1878, ainsi qu'une machine à traire. Il a fondé en 1883 avec Oscar Lamm la société AB Separator, renommée depuis Alfa Laval, Tetra Laval. 
De nos jours, la société d'équipement laitier a revêtu à nouveau le nom de DeLaval.
Delaval est aujourd'hui présent sur tous les continents, et est un leader du développement de l'équipement laitier à travers le monde. Tetra Laval détient aussi la filière Tetra Pak.[réf. nécessaire]
Gustaf de Laval a au cours de sa carrière obtenu 92 brevets et fondé 37 compagnies. Il est enterré au cimetière de Norra begravningsplatsen à Stockholm.